# El Carrizal (norra Santa María Peñoles)
El Carrizal är en ort i Mexiko.   Den ligger i kommunen Santa María Peñoles och delstaten Oaxaca, i den sydöstra delen av landet, 300 km sydost om huvudstaden Mexico City. El Carrizal ligger 2 643 meter över havet och antalet invånare är 188.
Terrängen runt El Carrizal är huvudsakligen kuperad, men norrut är den bergig. El Carrizal ligger uppe på en höjd. Runt El Carrizal är det ganska tätbefolkat, med 230 invånare per kvadratkilometer. Närmaste större samhälle är San Jacinto Amilpas, 19,3 km öster om El Carrizal. Trakten runt El Carrizal består i huvudsak av gräsmarker.